# Achatinella mustelina
Achatinella mustelina là một loài ốc sên hô hấp trên cạn, là động vật thân mềm chân bụng có phổi sống trên cạn thuộc họ Achatinellidae. Đây là loài đặc hữu của Hawaii. 

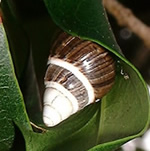
Achatinella mustelina

Tất cả 13 phân loài của Achatinella mustelina đã được đồng âm hóa với loài này bởi Holland & Hadfield (2007), because they are not monophyletic.
Nó sinh sống ở rừng núi.